# Don Cowie
Donald „Don“ McCulloch Cowie (* 15. Februar 1983 in Inverness) ist ein ehemaliger schottischer Fußballspieler und jetziger -trainer.

## Karriere

### Verein
Donals „Don“ Cowie wurde im Jahr 1983 in Inverness in den schottischen Highlands geboren. Seine Karriere begann er ca. 25 km nordwestlich in Dingwall in der Jugend von Ross County. Sein Profidebüt gab er beim Zweitligaaufsteiger in der Saison 2000/01. Mit den Staggies gewann er 2007 das Finale im Challenge Cup gegen den FC Clyde. Bei Ross County spielte er bis zum Ende der Saison 2006/07 ausschließlich in der 2. Liga in Schottland und war dort für einige Zeit Mannschaftskapitän. Nach dem Abstieg am Saisonende 2006/07 in die dritte schottische Liga wechselte Cowie zum Rivalen aus den Highlands, Inverness Caledonian Thistle, der in der Scottish Premier League spielte. Der Verein stieg 2008/09 in die Zweitklassigkeit ab. Cowie war allerdings bereits im Februar 2009 nach England zum FC Watford gewechselt. Bei den Hornets war er in den Spielzeiten 2009/10 und 2010/11 unter Malky Mackay Stammspieler. Zusammen mit Mackay wechselte Cowie im Juli 2011 zu Cardiff City. Als Zweitligameister stieg Cowie mit den Walisern im Jahr 2013 in die Premier League auf. Als Tabellenletzter folgte eine Saison später der direkte Wiederabstieg. Cowie setzte danach seine Laufbahn bei Wigan Athletic fort, mit dem er von der zweiten in die dritte Liga abstieg. Im Februar 2016 wechselte er von Wigan zu Heart of Midlothian. Zwei Jahre später wechselte er zu Ross County, wo er 2020 seine Karriere im Alter von 37 Jahren beendete.
Nach seinem Rücktritt als aktiver Spieler im Juni 2020 übernahm Cowie das Co-Traineramt bei Ross County unter Malky Mackay. Cowie wurde im Februar 2024 nach dem Rücktritt von Derek Adams Interimstrainer.

### Nationalmannschaft
Cowie absolvierte sein Debüt in der schottischen A-Nationalmannschaft im Oktober 2009 gegen Japan in Yokohama, als er für Charlie Adam eingewechselt wurde. Für die Nationalmannschaft spielte er von 2009 bis 2012 insgesamt zehnmal, viermal davon in der Qualifikation für die Europameisterschaft 2012.

## Erfolge
mit Ross County:
- Scottish League Challenge Cup: 2007

mit Cardiff City:
- Englischer Zweitligameister: 2013